# День Европы
День Европы — ежегодный праздник единства в странах Европейского союза и Совета Европы. Существуют два отдельных Дня Европы, которые отмечаются 5 и 9 мая, созданные Советом Европы (СЕ) и Европейским союзом (ЕС) соответственно. В ЕС праздник также известен как «День Декларации Шумана».
День Совета Европы отмечает его собственное создание в 1949 году, в то время как Европейский союз празднует день, когда в 1950 году основателями ЕС было предложено его создание. День Европы является одним из целого ряда европейских символов, созданных для укрепления единства среди европейцев.

## Предыстория

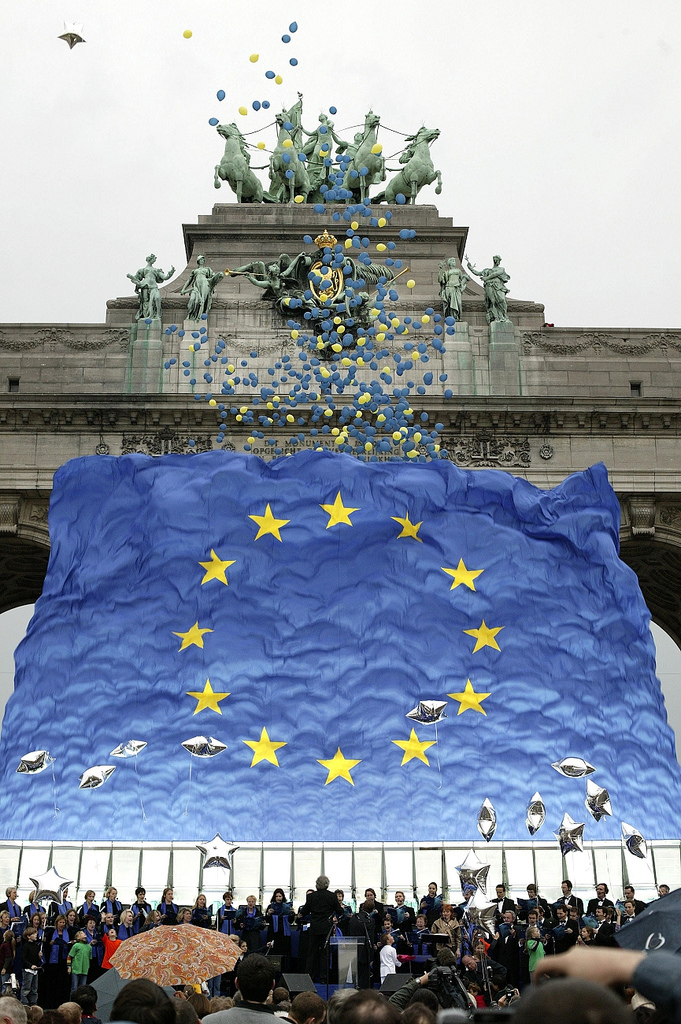
Празднование Дня Европы в Брюсселе

Совет Европы был создан 5 мая 1949 года, и, следовательно, именно этот день был выбран для празднования, когда он был утверждён как праздник в 1964 году. В 1985 году Европейское сообщество (позже ставшее Европейским союзом), приняло Европейские символы Совета Европы, такие как флаг Европы. Тем не менее, лидеры сообщества решили проводить свой День Европы в связи с годовщиной Декларации Шумана от 9 мая 1950 года. В декларации предлагается объединение сталелитейной и угольной промышленности Франции и Германии, что привело к созданию Европейского объединения угля и стали (первому Европейскому сообществу) и, следовательно, является моментом основания. Таким образом, в 1985 году в Милане Европейский совет утвердил 9 мая как день флага ЕС.
После создания Европейского Союза в 1993 году соблюдение Дня Европы национальными и региональными органами власти значительно увеличилось. В частности, Германия вышла за рамки празднования лишь один день, начиная с 1995 года, расширив соблюдение целой «Европейской недели» (Europawoche), сосредоточенной на 9 мая. В Польше Фонд Шумана, польская организация, поддерживающая европейскую интеграцию, основанная в 1991 году, впервые организовала свой парад Шумана в Варшаве на День Европы 1999 года, в то время выступая за вступление Польши в ЕС.
В последующие годы, в частности, после заключения Маастрихтского договора, 9 мая стало активно отмечаться как День Европы общественностью государств-членов ЕС. Выбор ЕС дать основание Европейского сообщества угля и стали, а не дать основанию самого ЕС, создал нарратив, в котором речь Шумана, озабоченная стимулированием экономического роста и укреплением мира между Францией и Германией, представлена как предчувствие «призвания» Европейского Союза, чтобы стать основным институциональным. Для дальнейшей европейской интеграции следующих десятилетий.
Европейская конституция должна юридически закрепить все европейские символы в договорах ЕС, однако договор не был ратифицирован в 2005 году, и использование будет продолжаться только в нынешнем фактическом порядке. Замена Конституции, Лиссабонский договор, содержит декларацию шестнадцати членов, поддерживающих символы. Европейский парламент официально признал День Европы в октябре 2008 года. О соблюдении 9 мая как Дня Европы сообщалось по всей Европе по состоянию на 2008 год.
В 2017 и 2019 годах Европейский парламент призвал, чтобы 9 мая стал выходным праздничным днем во всех государствах-членах ЕС.

## Соблюдение
День Европы — праздник работников учреждений Европейского Союза. В 2019 году День Европы был объявлен выходным в Люксембурге, также является государственным праздником в Республике Косово. В Молдове и ряде балканских стран считается нерабочим, ведь совпадает с Днём Победы. Также с 2001 года отмечается в Казахстане. Однако до сих пор нет характера исходного в подавляющем большинстве стран ЕС и других странах, таких как Грузия или Турция. Является памятным днем в Хорватии, юридически признанным днем, но не государственным праздником; юридически признанным памятным днем в Литве и «днем флага» (нем. Beflaggungstag) в Германии федеральным указом. День Европы также отмечается в Румынии, где совпадает с Днём государственной независимости Румынии.
С 19 апреля 2003 по 8 мая 2023 года День Европы отмечался на Украине в третью субботу мая. Как отмечала «Европейская правда», в начале 2023 года представители ЕС обратились в Офис Президента Украины с вопросом о том, когда планируется празднование Дня Европы в Украине. Офис Президента Украины ответил, что никаких изменений в 2023 году не произойдет и Украина будет отмечать День Европы 21 мая отдельно от остальных государств Европы. Но уже 8 мая 2023 года Указом Президента Украины Владимира Зеленского «О Дне Европы» было установлено совместное празднование Дня Европы 9 мая со государствами Евросоюза, отменяя предыдущий Указ от 2003 года.

### Традиции празднования
В этот день проводят образовательные мероприятия о Европейском Союзе, культурных и творческих инициативах, выступают в поддержку европейской интеграции, происходит вручение знаков отличия или премий. Флаг играет немаловажную роль в общих торжествах в качестве еще одного символа.

### Европейские институты

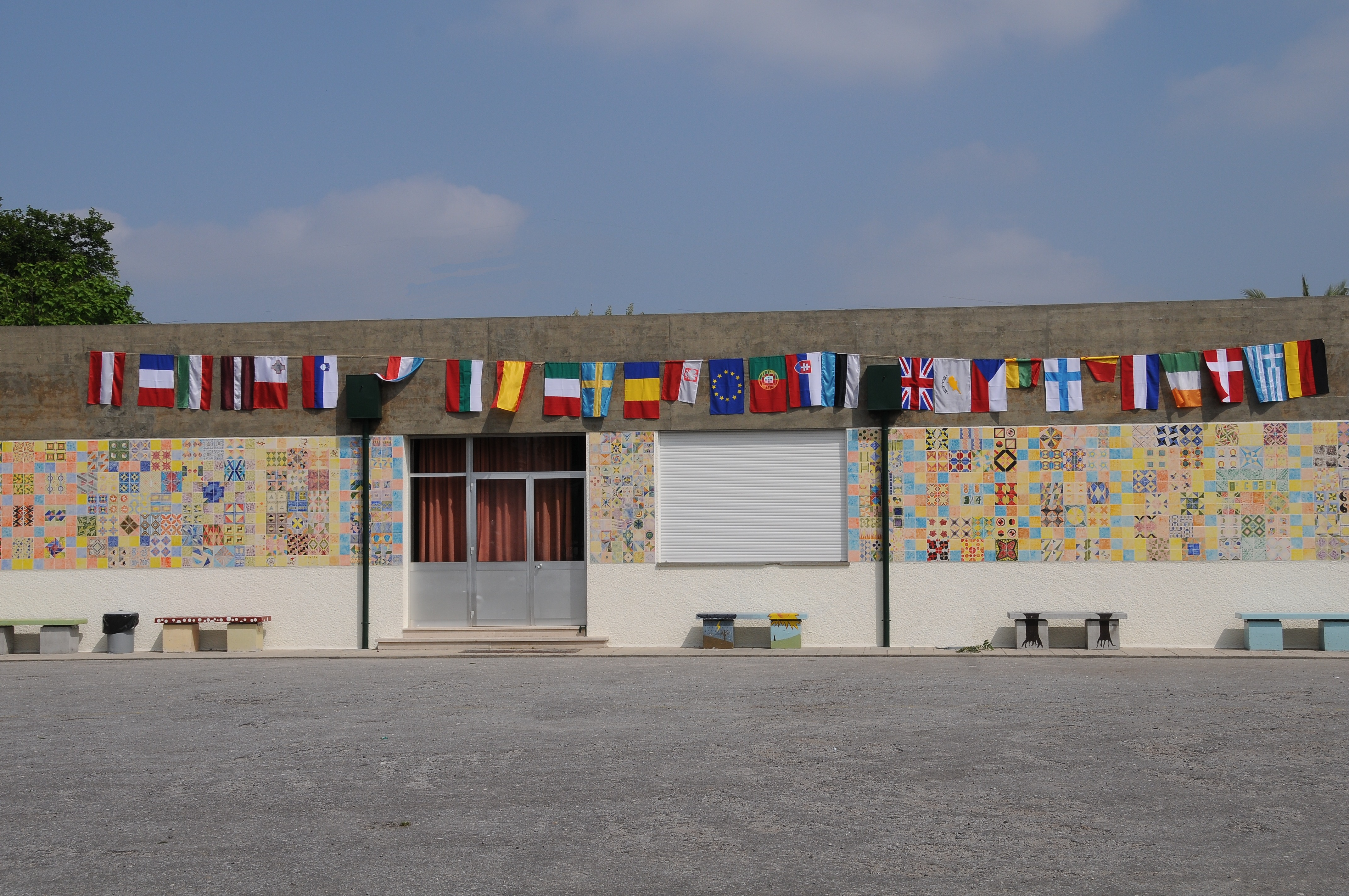
Школа в Португалии, украшенная ко дню Европы

День Европы — выходной для сотрудников учреждений Европейского Союза.
Институты ЕС ежегодно открывают свои двери для общественности в Брюсселе и Страсбурге, позволяя гражданам посещать места, где принимаются решения, влияющие на их повседневную жизнь. Более того, многие из них организуют памятные мероприятия, чтобы почтить историческое значение даты.
Институты, решившие сделать этот символический жест:
- Европейский парламент
- Совет Европейского Союза
- Европейская комиссия
- Европейский социально-экономический комитет
- Комитет регионов

В 2020 и 2021 годах через пандемию COVID-19 и следствием невозможности проведения физических мероприятий институты ЕС организовали виртуальные акты, чтобы воздать должное всем тем европейцам, которые сотрудничали в борьбе с пандемией. Кроме того, в 2020 году было отмечено 70-летие декларации Шумана и 75-летие окончания Второй мировой войны. Учитывая эту возможность, вышеупомянутые учреждения ЕС провели несколько онлайновых мероприятий, чтобы отметить важность даты. 